# R.D. 롭
R.D. 롭(R. D. Robb, 1972년 3월 31일 ~ )은 미국의 배우이다.
필라델피아에서 태어났다.

## 영화
- 워킹데드: 핫 바디 (2013, April Apocalypse)
- 왓 고즈 업 (2009년)
- 가든 오브 더 나잇 (2008년)
- 원 포인트 제로 (2004년)
- 돈스 플럼 (2001년)
- 블레어 윗치 패러디 (2000년)
- 폴링 스카이 (1998년)
- 일주일에 8일 (1997년)
- 마틸다 (1996년)
- 브래디 펀치 (1995년)
- 크리스마스 스토리 (1983년)